# Mittelfinger

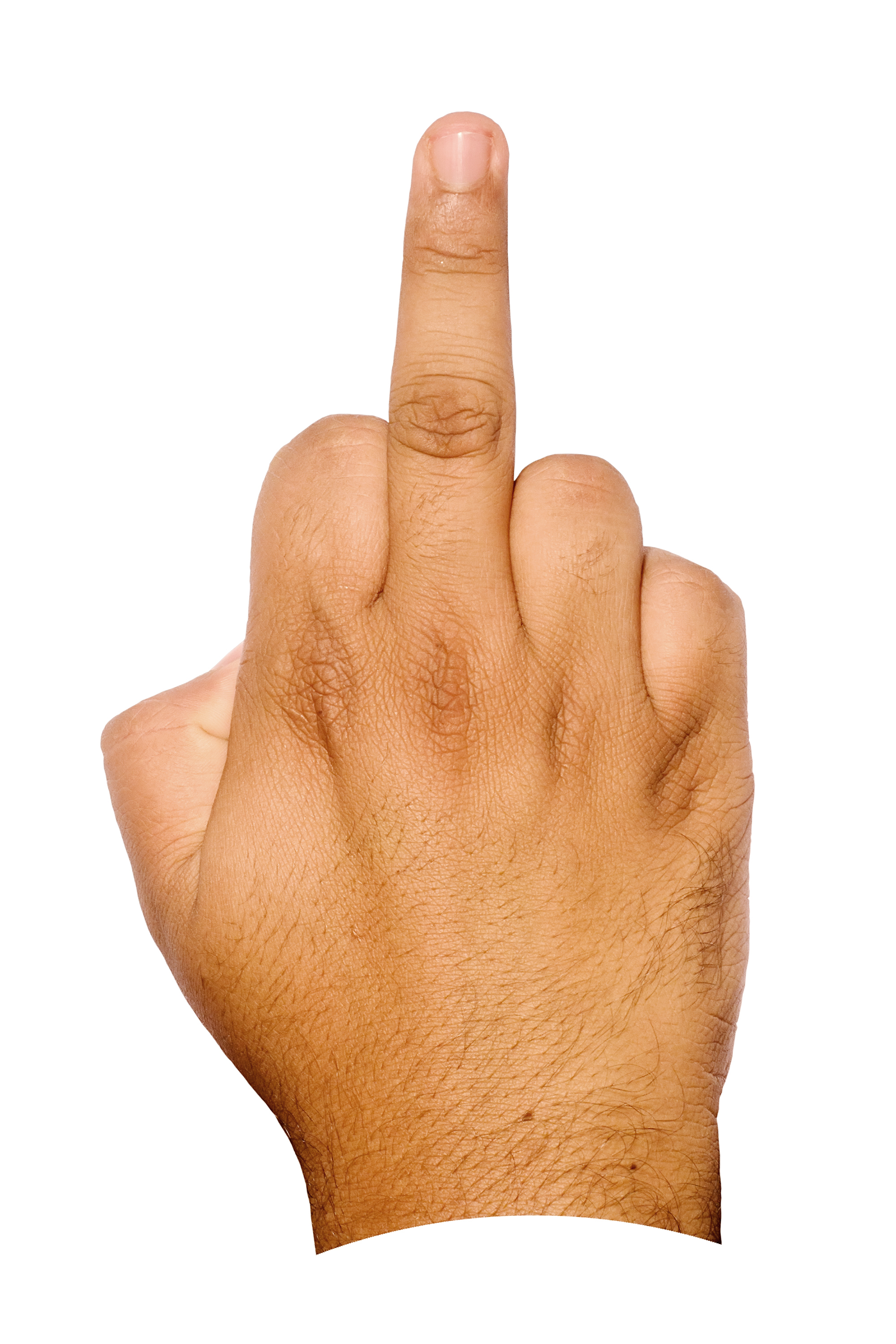
Der Mittelfinger

Der Mittelfinger (lateinisch: digitus tertius, medius) ist Teil der Hand, mittlerer der fünf Finger, also der dritte, und befindet sich zwischen Zeigefinger und Ringfinger. Der Mittelfinger ist üblicherweise der längste Finger der Hand und wird von drei Fingergliedknochen gestützt. Bei den meisten Primaten, so auch beim Menschen, ist der Mittelfinger der kräftigste Finger. Der Mittelfinger spielt daher eine wichtige Rolle beim Greifen, bei dem der Schwerpunkt meist auf diesem Finger liegt.
Der Mittelfinger hat fast die Beweglichkeit von Daumen und Zeigefinger und kann daher teilweise auch die Funktion des Zeigefingers ersetzen.

## Gestik
In vielen Kulturen, zumal Europas, ist der aus der Faust nach oben ausgespreizte Mittelfinger (der Stinkefinger) eine Beleidigung desjenigen, dem er gezeigt wird, und hat das ältere Vogelzeigen (sich mit dem Zeigefinger an die Schläfe tippen) teilweise abgelöst.
In England ist der Mittelfinger, gemeinsam mit dem Zeigefinger erhoben, eine beleidigende Geste. Dies gilt aber nur, wenn dem Adressaten der Handrücken zugewandt wird. Der Sage nach handelt es sich um ein Relikt aus dem Hundertjährigen Krieg. Da der Mittelfinger zum Spannen der Sehne des englischen Langbogens gebraucht wurde, konnte der Schütze durch die dicken Schwielen erkannt werden, und so drohten die Franzosen angeblich, ihm diesen abzuschlagen. Daher auch die Redensart „Den dicken Finger zeigen“.

## Musik

### Spielen von Musikinstrumenten
Beim Klavierspiel wird der Mittelfinger als dritter Finger bezeichnet, während bei anderen Saiteninstrumenten der Mittelfinger der Greifhand als zweiter Finger gilt. Bei der Gitarre und verwandten Instrumenten wird der Mittelfinger der Anschlagshand mit M (für medio) bezeichnet.

### Fingerschnippen
Das Fingerschnippen (auch: Fingerschnipsen) oder Fingerschnalzen ist ein Geräusch, bei welchem zunächst Mittelfinger und Daumen fest zusammengepresst werden. Diese Spannung wird beim „Schnalzen“ dann schlagartig gelöst, indem der Mittelfinger mit sehr schneller Drehbewegung gegen den Handballen und den Ringfinger trifft.
Es wird als rhythmusgebendes Element in der Musik, in der Flamencomusik als pitos bezeichnet, oder als Aufforderung an einen Untergebenen zum Herbeieilen verwendet.
Als kulturelle Chiffre bezeichnet das Fingerschnippen auch ein (gedachtes) magisches augenblickliches Herbeischaffen gewünschter Situationen. So hat etwa Nicholson Baker einen erotischen Roman Die Fermate (1994) veröffentlicht, dessen Ich-Erzähler die Gabe besitzt, mit einem Fingerschnippen die Zeit anzuhalten.